# Actinocephalus fimbriatus
Actinocephalus fimbriatus är en gräsväxtart som först beskrevs av Silveira, och fick sitt nu gällande namn av Paulo Takeo Sano. Actinocephalus fimbriatus ingår i släktet Actinocephalus och familjen Eriocaulaceae. Inga underarter finns listade i Catalogue of Life.